# ゴジーラ久山
ゴジーラ久山（ゴジーラくやま、英語: Godziila kuyama、1965年4月13日 - ）は、日本のものまねタレント。松井 不出来（まつい ふでき）の名でも知られる。本名：久山 哲司（くやま てつじ）。大阪府寝屋川市出身。身長170cm、体重64kg。妻は同じくものまねタレントのまねだ聖子。クヤマプロモーション所属兼代表取締役社長。

## 来歴・人物
映画『男はつらいよ』で渥美清が演じる寅さんのものまねを最も得意とする。妻のまねだ聖子とはものまねの指導がきっかけで結婚し、ものまねタレント同士の夫婦となる。100変化（早替え）で、様々なものまねタレントになり、ものまねショーを盛り上げる。

## 主なレパートリー
- 渥美清
- 和田アキ子
- 森進一
- 五木ひろし
- 千昌夫
- 吉幾三
- 北島三郎
- 美空ひばり
- ペ・ヨンジュン
- 南こうせつ
- 谷村新司
- 堀内孝雄
- 鈴木雅之
- 松山千春
- 西城秀樹
- 桑田佳祐
- 氷川きよし
- 松平健
- つんく♂
- 近藤真彦
- 松井秀喜
- 松崎しげる
- もんたよしのり
- ジュディ・オング
- 沢田研二
- 中森明菜
- 田原俊彦
- 荻野目洋子
- 玉置浩二
- 沖田浩之
- コシノジュンコ
- コシノヒロコ
- コシノミチコ
- ピグモン
- ガラモン
- 落合信子

など

## 主な出演
- 「全日本そっくり大賞」（テレビ東京）
- 「第4弾史上最高そっくり大賞」（日本テレビ）
- 「上岡龍太郎がズバリ!」（TBS）
- 「ジャングルTV 〜タモリの法則〜」（TBS）
- 「とんねるずの生でダラダラいかせて」（日本テレビ）
- 「アッコにおまかせ!」（TBS）
- 「笑っていいとも」（フジテレビ）
- 「人志松本の○○な話」（フジテレビ）
- 「SASUKE」（SASUKE2010元日、TBS）
- 「戦後歌謡史」（NHK）
- 「やりすぎコージー」（テレビ東京）
- 「クイズ☆タレント名鑑」（TBS）
- 「中居正広のキンスマ」（TBS）
- 「さんまのSUPERからくりTV」（TBS）
- 「ものまねグランプリ」キサラチーム出演（日本テレビ）
- 「燃える男 中畑清の1・2・3絶好調」（千葉テレビ）
- 「勇者ああああ」（テレビ東京）
- 「Mr.サンデー」（フジテレビ）
- 「嵐にしやがれ」（日本テレビ）
- 「月曜から夜ふかし」（日本テレビ）
- 「痛快!明石家電視台」（MBS）
- 「ノックは無用」（関西テレビ）
- 「快傑えみちゃんねる」（関西テレビ）
- 「クローズアップ現代」（NHK）
- 「ブロードキャスター」（TBS）
- 「第5回ももいろ歌合戦」（BS日テレ）
- 「天才vs大群」（土曜☆ブレイク、TBS）
- 「アルコ&ピースのメガホン二郎」（テレビ東京）
- 「第73回NHK紅白歌合戦」郷ひろみ盛り上げ隊（NHK）

## ビデオ
- ものまね百連発（大陸書房）
- CD「阪神ファンここにあり」寅＝吉(とらきち)